# Kotodama
Kotodama o kototama (言霊?  lit. "palabra espíritu/alma") se refiere a la creencia japonesa de que  en las palabras y en los nombres, en su esencia mora el espíritu u alma de estas y/o de lo que representa; por lo cual puede proporcionar energía y/o poderes místicos. La traducción al español incluye "alma del lenguaje", "espíritu del lenguaje","poder del lenguaje", "poder de la palabra", "palabra mágica", "sonido sagrado", "palabra sagrada". La creencia en los Kotodama presupone que los sonidos presentes en la palabra o en los nombres presentan poder y estás pueden así  mágicamente afectar objetos, o influir en nuestro entorno y vida cotidiana; así como en el cuerpo, mente, y alma. En otras palabras, el pensamiento de Kotodama no solo es un pensamiento animista de que el ánima habita en todas las cosas (entre ello las palabras), sino que también muestra el estado mental de quién pronuncia las palabras, según las intenciones con la cual sean pronunciadas éstas.

## Pronunciación
La palabra compuesta japonesa kotodama combina koto 言"palabra; discurso" y tama 霊 "espíritu; alma" ( o 魂 "alma; espíritu; fantasma") expresado como dama en rendaku. En contraste, la pronunciación kotomama no expresada especialmente se refiere al kototamagaku (言霊学?, "estudio del kotodama"), el cual fue popularizado por Onisaburo Deguchi en la religión Oomoto. Este campo toma la fonología gojūon japonesa como las bases místicas de las palabras y significados en esta analogía aproximada de Hebreo Cábala. 

## Etimología
La etimología del kotodama es incierta, pero una explicación correlativa de palabras japonesas pronunciadas: 言 "palabra; palabras; discurso" y 事 "situación, circunstancias; estado del acontecimiento: ocurrencia; evento; incidente". Estos dos kanji fueron utilizados indistintamente en el nombre Kotoshironushi 事代主 o 言代主, un kami oracular mencionado en el Kojiki y en el  Nihon shoki. Kotodama está relacionada con las palabras japonesas como kotoage 言 挙 "palabras levantadas; invocar el poder mágico de las palabras", kotomuke 言 向 "palabras dirigidas; causar sumisión a través del poder de las palabras", y jumon 呪 文 "hechizo mágico, palabras mágicas; encantamiento ".

## Antecedentes e historia
Kotodama es un concepto central en la mitología japonesa, Shinto, y Kokugaku. Por ejemplo, el Kojiki describe la realización de un ukei (o Seiyaku) 誓約. Un "pacto, juicio por compromiso" entre los dioses hermanos Susanoo y Amaterasu, el cual dice "Que cada uno de nosotros jura, y producen niños". Pronunciando las palabras divinas del ritual Sintoísta de adivinación conocido como ukehi [aclaración necesaria] supuestamente se determina así los resultados; y en este caso, Amaterasu al dar a luz a cinco deidades masculinas demostró que las intenciones de Susanoo eran puras.
Mientras que otras culturas tienen paralelismos animístas a kotodama, como mantra, mana, y logos, algunos japoneses creen que el "espíritu de la palabra" es exclusivo de la lengua japonesa, y que al ser traducidas no funcionaría la palabra al no presentar las mismas características, como por ejemplo vibraciones que conforman la palabra. Uno de los nombres clásicos de Japón es Kototama no kuni sakiwau (言 霊 の 幸 わ う 国? ", La tierra donde el misterioso funcionamiento del lenguaje trae la felicidad absoluta"), una frase que se originó en el Man'yōshū.
Los japoneses culturalmente igualmente tienen la tradición de que el poder de la palabra es capaz de afectar los actos de la vida; debido a la creencia de que las buenas palabras causarían cosas buenas y las palabras ominosas causarían el mal. Por lo tanto, en la sociedad japonesa siempre han tenido cuidado por ejemplo de no leer mal al reproducir palabras de felicitaciones. Evitar las palabras abusivas en las bodas hoy también se basan en la idea de Kotodama. Igualmente el decir en voz alta la voluntad de un acto a realizar, si esta es por orgullo puede traer perjuicio a quien lo realiza.
Kototama o kotodama también es fundamental para las artes marciales japonesas, por ejemplo, en el uso de kiai. Morihei Ueshiba, el fundador del aikido y un estudiante de Deguchi, ha utilizado el Kototama como base espiritual para sus enseñanzas. William Gleason dice Ueshiba "creó el Aikido basado en el principio Kototama," y lo cita diciendo que "el Aikido es la forma superlativa de practicar la Kototama. Es el medio por el cual uno se da cuenta de su verdadera naturaleza como un dios y encuentra la libertad definitiva." Mutsuro Nakazono, un discípulo de Ueshiba, escribió libros sobre la importancia del Kototama en el aikido.
Kyosuke Kindaichi, investigador del idioma japonés ainu, clasificó en el documento Kotodama la visión de Kotodama en tres etapas, el "Kotodama que pienso que lo que dije se realizaría", el "Kotodama que elogia la flor lírica expresada" e "Introducción a los antepasados". descrito como el "Kotodama que pienso que moraba en cada palabra"; y que son adecuados para "la visión del espíritu de la actividad del lenguaje", "la visión del espíritu de la expresión del lenguaje" y "la visión del espíritu de el mecanismo del lenguaje", respectivamente.